# UFC Fight Night: Holloway vs. Rodríguez
UFC Fight Night: Holloway vs. Rodríguez（ユーエフシー・ファイトナイト：ホロウェイ・バーサス・ロドリゲス、別名UFC Fight Night 197、UFC on ESPN+ 55）は、アメリカ合衆国の総合格闘技団体「UFC」の大会の一つ。2021年11月13日、ネバダ州ラスベガスのUFC APEXで開催された。

## 大会概要
本大会はマックス・ホロウェイとヤイール・ロドリゲスのフェザー級戦が組まれた。

## 試合結果

### プレリミナリーカード
第1試合 ライトヘビー級 5分3R
○  チョン・ダウン vs.  ケネディ・エンジーチュクー ×
1R 3:04 KO（肘打ち）
第2試合 ライト級 5分3R
○  ハファエル・アウベス vs.  マルク・ディアケイジー ×
1R 1:48 ギロチンチョーク
第3試合 128.5ポンド契約 5分3R
○  コートニー・ケイシー vs.  リアナ・ジョジュア ×
3R終了 判定3-0（30-27、30-27、30-27）
※ジョジュアの体重超過によりフライ級から変更。
第4試合 フェザー級 5分3R
○  ショーン・ウッドソン vs.  コリン・アングリン ×
1R 4:30 TKO（左ボディブロー）
第5試合 女子フライ級 5分3R
○  アンドレア・リー vs.  シンシア・カルビーロ ×
2R 5:00 TKO（コーナーストップ）
第6試合 157.5ポンド契約 5分3R
○  ヨエル・アルバレス vs.  ティアゴ・モイゼス ×
1R 3:01 TKO（スタンドパンチ&肘打ち連打）
※アルバレスの体重超過によりライト級から変更。

### メインカード
第7試合 バンタム級 5分3R
○  ソン・ヤドン vs.  フリオ・アルセ ×
2R 1:35 TKO（スタンドパンチ連打）
第8試合 ウェルター級 5分3R
○  ケイオス・ウィリアムズ vs.  ミゲル・バエザ ×
3R 1:02 TKO（右フック→パウンド）
第9試合 女子フェザー級 5分3R
○  フェリシア・スペンサー vs.  リア・レットソン ×
3R 4:25 TKO（パウンド）
第10試合 ヘビー級 5分3R
○  マルコス・ホジェリオ・デ・リマ vs.  ベン・ロズウェル ×
1R 0:32 TKO（スタンドパンチ連打）
第11試合 フェザー級 5分5R
○  マックス・ホロウェイ vs.  ヤイール・ロドリゲス ×
5R終了 判定3-0（49-46、48-47、48-47）

### 各賞
ファイト・オブ・ザ・ナイト：マックス・ホロウェイ vs. ヤイール・ロドリゲス
パフォーマンス・オブ・ザ・ナイト：ケイオス・ウィリアムズ、アンドレア・リー
各選手にはボーナスとして5万ドルが授与された。

### カード変更
負傷などによるカードの変更は以下の通り。